# Ministero della difesa (Spagna)
Il Ministero della difesa (in spagnolo: Ministerio de Defensa – MINISDEF) è il dipartimento del governo spagnolo responsabile della preparazione, dello sviluppo e dell'esecuzione della politica di difesa determinata dal Governo e dalla gestione dell'amministrazione militare.
L'attuale ministro della Difesa è Margarita Robles.

## Storia
Il Ministero della difesa fu creato con il primo governo democratico di Adolfo Suárez, nel luglio 1977, e unì i precedenti ministeri dell'Esercito, della Marina e dell'Aria. È l'unico ministero del periodo democratico che ha mantenuto il suo nome originale in tutte le ristrutturazioni ministeriali effettuate fino ad oggi.

## Struttura organica
Il Ministero della Difesa, sotto la direzione del capo del Dipartimento, è strutturato come segue:
- Le Fuerzas Armadas de España (FAS).
- La Segreteria di Stato per la difesa (SEDEF).
- Il Sottosegretariato alla difesa (SUBDEF).
- La Segreteria generale della politica di difesa (SEGENPOL).
- Il Centro Nacional de Inteligencia (CNI).

Sono organi consultivi del Ministro della difesa:
- Il Consiglio superiore dell'Esercito.
- Il Consiglio superiore della Marina.
- Il Consiglio superiore dell'Aeronautica.
- I Consigli superiori dei corpi comuni delle Fuerzas Armadas.

## Elenco dei ministri della difesa
| Legislatura             | Inizio             | Fine             | Nome                       | Partito  |
| ----------------------- | ------------------ | ---------------- | -------------------------- | -------- |
| Costituente (1977-1979) | 4 luglio 1977      | 6 aprile 1979    | Manuel Gutiérrez Mellado   | militare |
| I (1979-1982)           | 5 luglio 1977      | 26 febbraio 1981 | Agustín Rodríguez Sahagún  | UCD      |
| I (1979-1982)           | 26 febbraio 1981   | 3 dicembre 1982  | Alberto Oliart Saussol     | UCD      |
| II (1982-1986)          | 3 dicembre 1982    | 26 luglio 1986   | Narcís Serra i Serra       | PSOE     |
| III (1986-1989)         | 26 luglio 1986     | 6 dicembre 1989  | Narcís Serra i Serra       | PSOE     |
| IV (1989-1993)          | 7 dicembre 1989    | 12 marzo 1991    | Narcís Serra i Serra       | PSOE     |
| IV (1989-1993)          | 12 marzo 1991      | 13 luglio 1993   | Julián García Vargas       | PSOE     |
| V (1993-1996)           | 13 luglio 1993     | 3 luglio 1995    | Julián García Vargas       | PSOE     |
| V (1993-1996)           | 3 luglio 1995      | 5 maggio 1996    | Gustavo Suárez Pertierra   | PSOE     |
| VI (1996-2000)          | 5 maggio 1996      | 27 aprile 2000   | Eduardo Serra Rexach       | PP       |
| VII (2000-2004)         | 28 aprile 2000     | 18 aprile 2004   | Federico Trillo-Figueroa   | PP       |
| VIII (2004-2008)        | 18 aprile 2004     | 7 aprile 2006    | José Bono Martínez         | PSOE     |
| VIII (2004-2008)        | 7 aprile 2006      | 14 aprile 2008   | José Antonio Alonso Suárez | PSOE     |
| IX (2008-2011)          | 14 d'abril de 2008 | 22 dicembre 2011 | Carme Chacón i Piqueras    | PSOE     |
| X e XI (2011-2016)      | 22 dicembre 2011   | 4 novembre 2016  | Pedro Morenés Eulate       | PP       |
| XII (2016-2018)         | 4 novembre 2016    | 7 giugno 2018    | María Dolores de Cospedal  | PP       |
| XII (2016-2018)         | 7 giugno 2018      | in carica        | Margarita Robles Fernández | PSOE     |